# Turac del Rwenzori
El turac del Rwenzori (Gallirex johnstoni) és una espècie d'ocell de la família dels musofàgids (Musophagidae). Alguns autors el consideren l'única espècie del gènere Ruwenzorornis mentre altres el classifiquen al gènere Gallirex. Habita boscos de les muntanyes d'una zona que s'estén per l'est de la República Democràtica del Congo, sud-oest d'Uganda, Ruanda i Burundi.